# ليكويد فيدباك
ليكويد فيدباك برمجية للتصويت واتخاذ القرار السياسي تأخذ بعين الاعتبار الفوارق المعرفية بين المشاركين في عملية العمليتين. وتسعى إلى تعويض منتديات الإنترنت المستعملة لإحصاء الأصوات.

## وصلات خارجية
- ليكويد فيدباك على موقع Open Hub (الإنجليزية)

1. ↑  "The liquidfeedback-frontend Open Source Project on Open Hub: Languages Page". أهلوه. اطلع عليه بتاريخ 2018-10-19.
2. ↑  CNN: Fed up with politics?... - The "Liquid Feedback" generation نسخة محفوظة 14 مارس 2017 على موقع واي باك مشين.

- الموقع الرسمي